# Hyperbolische Geometrie

Modell einer Parkettierung einer Ebene mit Quadraten. An den Ecken treffen dabei mehr als vier zusammen (je nach Größe, hier fünf).

Die hyperbolische Geometrie (auch Lobatschewskische Geometrie oder Lobatschewski-Geometrie  genannt) ist ein Beispiel für eine nichteuklidische Geometrie, das man erhält, wenn man zu den Axiomen der absoluten Geometrie anstelle des Parallelenaxioms, das die euklidischen Geometrien kennzeichnet, das diesem widersprechende hyperbolische Axiom hinzunimmt. Dieses besagt, dass es zu einer Geraden g und einem Punkt P (der nicht auf g liegt) nicht wie in der euklidischen Geometrie nur genau eine, sondern mindestens zwei Geraden (h und i) gibt, die durch P gehen und zu g parallel sind. Dass zwei Geraden „parallel“ zueinander sind, bedeutet hier aber lediglich, dass sie in derselben Ebene liegen und keine gemeinsamen Punkte haben, nicht dass sie überall den gleichen Abstand haben (h und i haben nur einen gemeinsamen Punkt P).
Es lässt sich zeigen, dass es dann zu einer beliebigen Geraden g durch jeden  Punkt außerhalb von g unendlich viele Nichtschneidende („Parallelen“) gibt, die in der durch den Punkt und die Gerade bestimmten Ebene liegen. Zwei davon sind in einer Grenzlage und heißen grenzparallel (auch: horoparallel) zur Geraden, während die restlichen Geraden überparallel (auch: hyperparallel) genannt werden.

## Darstellungen der reellen hyperbolischen Ebene
Es gibt verschiedene Arten, wie die reelle hyperbolische Ebene in der reellen euklidischen Ebene dargestellt werden kann. Die meisten davon lassen sich für höhere Dimensionen verallgemeinern.
Auf jede dieser Arten wird die gleiche abstrakte hyperbolische Geometrie dargestellt: Die reelle hyperbolische Ebene.
Es ist daher möglich, zwischen diesen Darstellungen umzurechnen und Aussagen in rein hyperbolischer Geometrie sind vom verwendeten „Modell“ unabhängig. Gewöhnlich spricht man in der Mathematik dann von unterschiedlichen Modellen, wenn zwei nicht isomorphe Strukturen das gleiche Axiomensystem erfüllen. Insofern beschreiben die folgenden „Modelle“ die gleiche Struktur, sind also nur verschiedene Darstellungen eines Modells. Diese Darstellungen werden jedoch in der Literatur immer als Modelle bezeichnet, so auch hier. Zu hyperbolischen Ebenen über anderen Körpern und mehr als zweidimensionalen hyperbolischen Räumen siehe Metrische absolute Geometrie.

### Kreisscheibenmodell von Beltrami und Klein
In dieser von Eugenio Beltrami und Felix Klein entwickelten Darstellung gilt:
- Die hyperbolische Ebene wird durch eine offene Kreisscheibe modelliert.
- Hyperbolische Geraden werden durch Sehnen modelliert.
- Längen werden durch eine spezielle Distanzfunktion definiert (auch die Winkel sind verschieden von den euklidischen Werten).

Diese Darstellung ist auch unter dem Namen „Bierdeckelgeometrie“ bekannt.

#### Distanzfunktion

Abstand zweier Punkte in einer hyperbolischen Geometrie

Sind A und B zwei Punkte der Kreisscheibe, so trifft die durch A und B verlaufende Sehne den Kreis in zwei Punkten R und S.
Der hyperbolische Abstand von A und B wird nun mit Hilfe des Doppelverhältnisses
{\displaystyle (A,B,R,S)} definiert:
{\displaystyle d(A,B)={\frac {1}{2}}\ln(A,B,R,S)={\frac {1}{2}}\ln {\frac {{\overline {RB}}\cdot {\overline {SA}}}{{\overline {RA}}\cdot {\overline {SB}}}}}.

### Poincarésches Kreisscheibenmodell
Bei dem auf Beltrami zurückgehenden Kreisscheibenmodell von Henri Poincaré gilt:
- Die hyperbolische Ebene wird durch eine offene Kreisscheibe (meist den Einheitskreis) modelliert.
- Hyperbolische Geraden werden durch Kreisbögen (und Durchmesser), die auf dem Rand senkrecht stehen, modelliert.
- Die hyperbolische Winkelmessung entspricht der euklidischen Winkelmessung, wobei der Winkel zwischen zwei Kreisbögen über deren Tangenten am Schnittpunkt bestimmt wird.
- Die hyperbolische Längenmessung erfolgt durch eine spezielle Distanzfunktion.

#### Distanzfunktion
Seien {\displaystyle A} und {\displaystyle B} zwei Punkte der Kreisscheibe. Fasst man die Ebene als komplexe Zahlenebene auf, so entsprechen den Punkten {\displaystyle A}, {\displaystyle B} komplexe Zahlen {\displaystyle a}, {\displaystyle b}.
Der hyperbolische Abstand von {\displaystyle A} und {\displaystyle B} wird nun mit Hilfe dieser komplexen Zahlen definiert:
{\displaystyle d(A,B)=\operatorname {arcosh} \left(1+{\frac {2\cdot \left\|a-b\right\|^{2}}{\left(1-\left\|a\right\|^{2}\right)\cdot \left(1-\left\|b\right\|^{2}\right)}}\right)}

### Poincarésches Halbebenenmodell
Bei dem auf Beltrami zurückgehenden Halbebenenmodell von Henri Poincaré gilt:
- Die hyperbolische Ebene wird durch die obere Halbebene (y>0) modelliert.
- Hyperbolische Geraden werden durch Kreisbögen (und Halbgeraden) modelliert, die auf der x-Achse senkrecht stehen.
- Die hyperbolische Winkelmessung entspricht der euklidischen Winkelmessung, wobei der Winkel zwischen zwei Kreisbögen über deren Tangenten am Schnittpunkt bestimmt wird.

#### Distanzfunktion
Der Abstand zwischen zwei Punkten der oberen Halbebene wird mit der folgenden Formel berechnet:
{\displaystyle \operatorname {d} (\langle x_{1},y_{1}\rangle ,\langle x_{2},y_{2}\rangle )=\operatorname {arcosh} \left(1+{\frac {{(x_{2}-x_{1})}^{2}+{(y_{2}-y_{1})}^{2}}{2y_{1}y_{2}}}\right)\,.}

### Hyperboloid-Modell
Das auf Poincaré zurückgehende Hyperboloidmodell bettet die hyperbolische Ebene in den dreidimensionalen Minkowskiraum ein.

## Erlanger Programm
Im Sinne von Felix Kleins Erlanger Programm ist hyperbolische Geometrie die Geometrie von
{\displaystyle {\big (}O(n,1),O(n)\times O(1){\big )}}.
Das Beltrami-Klein-Modell zeigt, dass man hyperbolische Geometrie als Teil der projektiven Geometrie auffassen kann.

## Dreieck

Dreieck im hyperbolischen Raum

In der reellen hyperbolischen Geometrie ist die Winkelsumme in einem Dreieck immer kleiner als π (180 Grad; bzw. zwei Rechte, wenn man das Winkelmaß vermeiden will). Für sehr große Dreiecke kann sie beliebig klein werden. Die Fläche des Dreiecks wird nach Johann Heinrich Lamberts Formel berechnet:
{\displaystyle \pi -(\alpha +\beta +\gamma )=C\,\Delta ,}
wobei α, β und γ die jeweiligen Winkel, Δ die Fläche und die Konstante C ein Skalierungsfaktor ist. Der Skalierungsfaktor C ist abhängig vom verwendeten Einheitensystem und im Grunde gleich 1 zu setzen. Ist der Faktor C negativ, spricht man von einer (positiven) Gaußschen Krümmung. Analog dazu definierte Thomas Harriot zuvor im Jahr 1603 die Formel
{\displaystyle \Delta =R^{2}\,(\alpha +\beta +\gamma -\pi )}
für die Fläche eines Dreiecks auf einer Kugeloberfläche, das von Kreisen mit demselben Radius wie die Kugel gebildet wird. Hierbei gilt der Zusammenhang
{\displaystyle C=-{\frac {1}{R^{2}}}}.
Da für die hyperbolische Geometrie ein positiver Wert für C erforderlich ist, muss es sich bei R aufgrund von
{\displaystyle R=(-C)^{-{\frac {1}{2}}}}
um einen imaginären Radius handeln.